# Maar

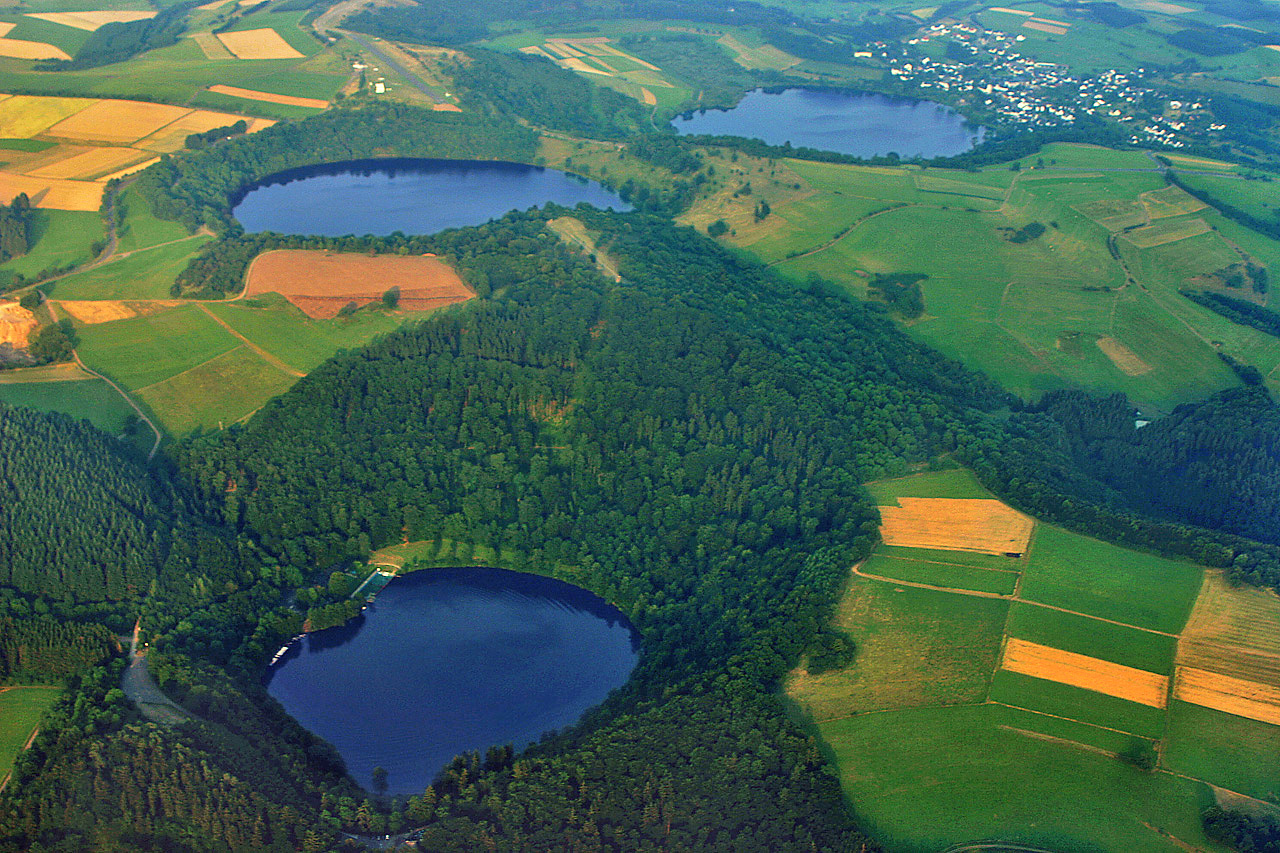
Tres maares cerca de Daun, Alemania.

Un maar es un cráter volcánico ancho y bajo, producido por una erupción freático-magmática, es decir, una explosión causada por agua subterránea que entra en contacto con lava o magma. Los maares suelen llenarse de agua, formando un lago de cráter o laguna cráterica de poca profundidad. Las dimensiones de los maares varían entre 60-2000 m de diámetro y entre 10-200 m de profundidad. La mayoría de los maares tienen bordes bajos, compuestos de una mezcla de fragmentos sueltos de piroclastos y rocas provenientes de las paredes de las diatremas. 
Los maares son comunes en la región alemana de Eifel, donde fueron descritos por primera vez, en algunas zonas de Estados Unidos y en otras regiones volcánicas geológicamente jóvenes del mundo. En la península ibérica hay más de ciento sesenta en el Campo de Calatrava, provincia de Ciudad Real. También se han identificado algunos maares en el vulcanismo de La Garrotxa, en la provincia de Gerona.
El término proviene del dialecto alemán fráncico del Mosela (Moselfränkisch), a su vez derivado del latín mare (mar).

## Maares famosos

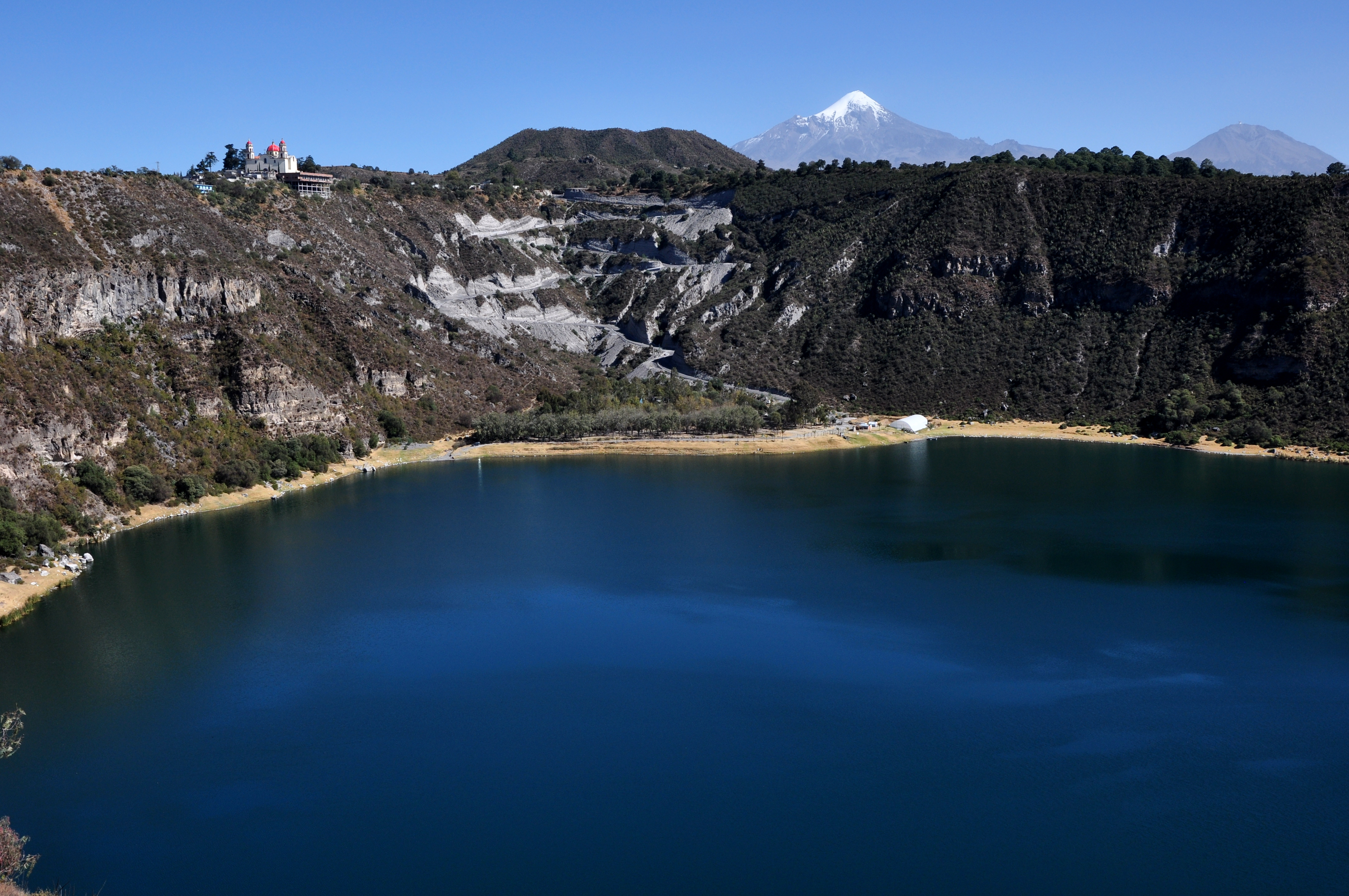
Laguna de Aljojuca, Puebla, México.

- Kilbourne Hole, cerca de El Paso (Texas).
- Lago Nyos, en Camerún, maar saturado de dióxido de carbono.
- Lago Zuñi, en Nuevo México.
- Laguna de Aljojuca en Puebla, México.
- Laguna de Xiloa, en Nicaragua.
- Lagunas volcánicas del Campo de Calatrava, en España.
- El Elegante, en la Reserva de la Biosfera El Pinacate y Gran Desierto de Altar, en México.
- La Joya Honda, en Soledad de Graciano Sánchez, San Luis Potosí, en México.
- Campo volcánico de Bayuda en Sudán.
- Lago Albano, a las afueras de Roma, Italia.
- Laguna de San Diego en el departamento de Caldas, Colombia.
- Complejo geológico de las lagunas Hule, Congo y Bosque Alegre, 2 km al suroeste San Miguel de Sarapiquí, Alajuela, Costa Rica. Cerca de ellas se encuentra otro maar, la Laguna de Río Cuarto.